# Gauthier (motorfiets)
Gauthier is een Frans historisch merk van motorfietsen.
De bedrijfsnaam was: J.C. Gauthier.
J.C. Gauthier presenteerde in 1973 de Gauthier 125 GA met Sachs-motorblok. Later ontstonden hieruit de modellen Randonnée en Quatre Saisons. In 1976 volgden de 125 GA Criterium en de 250 S. In 1980 werd het bedrijf gesloten. 